# Club Atlético River Plate 1965
Questa voce raccoglie le informazioni riguardanti il Club Atlético River Plate nelle competizioni ufficiali della stagione 1965.

## Stagione
Al ritorno al club come allenatore di Cesarini corrisponde un campionato all'insegna della rivalità con il Boca Juniors: il torneo termina difatti con le due squadre separate da un solo punto, con i rivali cittadini del River Plate al primo posto.

## Maglie e sponsor
| Casa | Trasferta |

## Rosa
| N. |                      | Ruolo | Calciatore                 |
| -- | -------------------- | ----- | -------------------------- |
|    | Argentina (bandiera) | P     | Amadeo Carrizo             |
|    | Argentina (bandiera) | P     | Hugo Gatti                 |
|    | Argentina (bandiera) | D     | Mario Bonczuk              |
|    | Argentina (bandiera) | D     | Eduardo Grispo             |
|    | Uruguay (bandiera)   | D     | Roberto Matosas            |
|    | Argentina (bandiera) | D     | José Ramos Delgado         |
|    | Argentina (bandiera) | D     | Alberto Sainz              |
|    | Argentina (bandiera) | D     | José Varacka               |
|    | Argentina (bandiera) | C     | Vladislao Cap              |
|    | Argentina (bandiera) | C     | Enrique Santiago Fernández |

| N. |                      | Ruolo | Calciatore          |
| -- | -------------------- | ----- | ------------------- |
|    | Argentina (bandiera) | C     | Daniel Onega        |
|    | Argentina (bandiera) | C     | Ermindo Onega       |
|    | Argentina (bandiera) | C     | Juan Carlos Sarnari |
|    | Argentina (bandiera) | C     | Jorge Solari        |
|    | Argentina (bandiera) | A     | Luis Artime         |
|    | Uruguay (bandiera)   | A     | Luis Cubilla        |
|    | Brasile (bandiera)   | A     | Delém               |
|    | Argentina (bandiera) | A     | Juan Carlos Lallana |
|    | Argentina (bandiera) | A     | Oscar Más           |

## Statistiche

### Statistiche di squadra
| Competizione | Punti | Totale | Totale | Totale | Totale | Totale | Totale | DR  |
| Competizione | Punti | G      | V      | N      | P      | Gf     | Gs     | DR  |
| ------------ | ----- | ------ | ------ | ------ | ------ | ------ | ------ | --- |
| PD           | 49    | 34     | 22     | 5      | 7      | 55     | 24     | +31 |
| Totale       | -     |        |        |        |        |        |        | -   |